# Ashley Phillips
Ashley Famiwuya Phillips (Salford, Gran Mánchester, Inglaterra, 26 de junio de 2005) es un futbolista británico. Es defensa central y actualmente juega en Tottenham Hotspur Football Club de la Premier League, máxima categoría del fútbol inglés.

## Trayectoria
En el año 2017 se incorporó a la Academia del Blackburn Rovers Football Club con 12 años, donde culminó su formación infantil y comenzó en las categorías juveniles. Fue escalando en las diferentes categorías y en el año 2021 fue citado a la sub-18 del club, a pesar de ser sub-16, jugó como titular en la cuarta ronda de la FA Cup Juvenil ante Arsenal, pero perdieron 1-4, también jugó en la Premier League sub-18, estuvo presente en 9 partidos de la temporada 2020-21.
Fue ascendido a la reserva del club y jugó la Premier League Cup, categoría con jugadores hasta sub-23. Debutó en la fecha 1 de la temporada 2021-22, fue titular contra Everton y empataron 2-2, al partido siguiente convirtió un gol, pero fueron derrotados 4-2 por Manchester City. A mitad de la temporada, el 8 de enero de 2022 fue citado por primera vez para estar a la orden del plantel absoluto, el entrenador Tony Mowbray lo colocó en la banca, fue en la tercera ronda de FA Cup, no tuvo minutos y perdieron 3-2 ante Wigan.
Tras tener minutos en el primer equipo del Blackburn Rovers, fue fichado por Tottenham Hotspur para la temporada 2023-24. Estuvo en el banco de suplentes del primer equipo en 8 oportunidades pero no tuvo minutos.
El 8 de enero de 2024 fue cedido a préstamo al Plymouth Argyle Football Club, para finalizar la temporada con rodaje en la segunda categoría del fútbol inglés. Tuvo un buen impacto en el club, ya que jugó 20 partidos y casi todos como parte de la zaga titular.
Debido a que no iba a tener minutos en Tottenham, volvió a ser cedido, nuevamente a la segunda categoría inglesa, se unió al Stoke City a finales de agosto de 2024.

## Selección nacional
Ha sido internacional con la selección sub-16 de Gales y con las categorías sub-17, sub-18, sub-19 y sub-20 de Inglaterra.
El 9 de abril de 2021 debutó con Gales sub-16, ingresó en el transcurso del partido en la victoria por 3-2 contra Inglaterra.
El 1 de octubre de 2021 fue convocado para la selección sub-17 de Inglaterra. El 16 de septiembre de 2022, junto con su compañero del Rovers Adam Wharton, fue convocado para la selección sub-19 inglesa, debutó en la categoría contra Montenegro, en lo que fue victoria 2-0. El 9 de junio de 2023 debutó con la sub-18 inglesa en el Torneo Internacional de Lisboa, donde empató a 2-2 con Noruega. Con la categoría sub-20 de Inglaterra, debutó el  de septiembre de 2024, jugaron contra Turquía y empataron 1-1.

## Estadísticas

### Clubes
Actualizado al último partido citado el 3 de mayo de 2025.
| Club                               | Div.          | Temporada     | Liga  | Liga  | Liga   | Copas nacionales | Copas nacionales | Copas nacionales | Copas internacionales | Copas internacionales | Copas internacionales | Total | Total | Total  |
| Club                               | Div.          | Temporada     | Part. | Goles | Asist. | Part.            | Goles            | Asist.           | Part.                 | Goles                 | Asist.                | Part. | Goles | Asist. |
| ---------------------------------- | ------------- | ------------- | ----- | ----- | ------ | ---------------- | ---------------- | ---------------- | --------------------- | --------------------- | --------------------- | ----- | ----- | ------ |
| Blackburn Rovers F. C. Inglaterra  | 2.ª           | 2021-22       | -     | -     | -      | 0                | 0                | 0                | —                     | —                     | —                     | 0     | 0     | 0      |
| Blackburn Rovers F. C. Inglaterra  | 2.ª           | 2022-23       | 8     | 0     | 0      | 6                | 0                | 0                | —                     | —                     | —                     | 14    | 0     | 0      |
| Blackburn Rovers F. C. Inglaterra  | Total club    | Total club    | 8     | 0     | 0      | 6                | 0                | 0                | 0                     | 0                     | 0                     | 14    | 0     | 0      |
| Tottenham Hotspur F. C. Inglaterra | 1.ª           | 2023-24       | 0     | 0     | 0      | 0                | 0                | 0                | -                     | -                     | -                     | 0     | 0     | 0      |
| Tottenham Hotspur F. C. Inglaterra | Total club    | Total club    | 0     | 0     | 0      | 0                | 0                | 0                | 0                     | 0                     | 0                     | 0     | 0     | 0      |
| Plymouth Argyle F. C. Inglaterra   | 2.ª           | 2023-24       | 18    | 0     | 0      | 2                | 0                | 1                | —                     | —                     | —                     | 20    | 0     | 1      |
| Plymouth Argyle F. C. Inglaterra   | Total club    | Total club    | 18    | 0     | 0      | 2                | 0                | 1                | 0                     | 0                     | 0                     | 20    | 0     | 1      |
| Stoke City F. C. Inglaterra        | 2.ª           | 2024-25       | 35    | 0     | 0      | 4                | 1                | 0                | —                     | —                     | —                     | 39    | 1     | 0      |
| Stoke City F. C. Inglaterra        | Total club    | Total club    | 35    | 0     | 0      | 4                | 1                | 0                | 0                     | 0                     | 0                     | 39    | 1     | 0      |
| Total carrera                      | Total carrera | Total carrera | 52    | 0     | 0      | 12               | 1                | 1                | 0                     | 0                     | 0                     | 64    | 1     | 1      |
| 1.                                 |               |               |       |       |        |                  |                  |                  |                       |                       |                       |       |       |        |

### Selecciones
Actualizado al último partido citado el 24 de marzo de 2025.
| Selección         | Temporada         | Continental | Continental | Continental | Mundial | Mundial | Mundial | Amistosos | Amistosos | Amistosos | Total | Total | Total  |
| Selección         | Temporada         | Part.       | Goles       | Asist.      | Part.   | Goles   | Asist.  | Part.     | Goles     | Asist.    | Part. | Goles | Asist. |
| ----------------- | ----------------- | ----------- | ----------- | ----------- | ------- | ------- | ------- | --------- | --------- | --------- | ----- | ----- | ------ |
| Sub-16 Gales      | 2021              | —           | —           | —           | —       | —       | —       | 1         | 0         | 0         | 1     | 0     | 0      |
| Sub-16 Gales      | Total sel.        | 0           | 0           | 0           | 0       | 0       | 0       | 1         | 0         | 0         | 1     | 0     | 0      |
| Sub-17 Inglaterra | 2021-22           | -           | -           | -           | —       | —       | —       | 7         | 0         | 0         | 7     | 0     | 0      |
| Sub-17 Inglaterra | Total sel.        | 0           | 0           | 0           | 0       | 0       | 0       | 7         | 0         | 0         | 7     | 0     | 0      |
| Sub-18 Inglaterra | 2023              | —           | —           | —           | —       | —       | —       | 3         | 0         | 0         | 3     | 0     | 0      |
| Sub-18 Inglaterra | Total sel.        | 0           | 0           | 0           | 0       | 0       | 0       | 3         | 0         | 0         | 3     | 0     | 0      |
| Sub-19 Inglaterra | 2022-23           | 6           | 0           | 0           | —       | —       | —       | -         | -         | -         | 6     | 0     | 0      |
| Sub-19 Inglaterra | 2023-24           | 3           | 0           | 0           | —       | —       | —       | 5         | 1         | 0         | 8     | 1     | 0      |
| Sub-19 Inglaterra | Total sel.        | 9           | 0           | 0           | 0       | 0       | 0       | 5         | 1         | 0         | 14    | 1     | 0      |
| Sub-20 Inglaterra | 2024              | —           | —           | —           | —       | —       | —       | 3         | 0         | 0         | 3     | 0     | 0      |
| Sub-20 Inglaterra | 2025              | —           | —           | —           | —       | —       | —       | 2         | 0         | 0         | 2     | 0     | 0      |
| Sub-20 Inglaterra | Total sel.        | 0           | 0           | 0           | 0       | 0       | 0       | 5         | 0         | 0         | 5     | 0     | 0      |
| Total selecciones | Total selecciones | 9           | 0           | 0           | 0       | 0       | 0       | 20        | 1         | 0         | 29    | 1     | 0      |
| 1.                |                   |             |             |             |         |         |         |           |           |           |       |       |        |